# Culex jalisco
Culex jalisco är en tvåvingeart som beskrevs av Berlin 1974. Culex jalisco ingår i släktet Culex och familjen stickmyggor.
Artens utbredningsområde är Jalisco (Mexiko). Inga underarter finns listade i Catalogue of Life.